# Maximià de Ravenna
Maximià de Ravenna (Pula, Ístria, Croàcia, 498 - Ravenna, Itàlia, 21 de febrer de 556) fou un eclesiàstic italià, primer arquebisbe de Ravenna entre 546 i 557. És venerat com a sant per diverses confessions cristianes.

## Biografia
Fou nomenat arquebisbe de Ravenna quan la ciutat fou presa pels romans d'Orient de Justinià I i convertida en capital d'Itàlia, en 554. Maximià fou un dels principals representants del poder imperial a Occident.
Va acabar amb l'empremta de l'arrianisme dels ostrogots. Va fer refer els mosaics de la Basílica de Sant'Apollinare Nuovo, amb els frisos de màrtirs i verges, i els de San Vitale, amb els retrats de la cort imperial, i els de Sant'Apollinare in Classe.
Se'n conserva en bon estat la seva càtedra episcopal d'ivori, tallada en 546-556, una obra mestra de l'art paleocristià conservada al Museo arcivescovile di Ravenna.

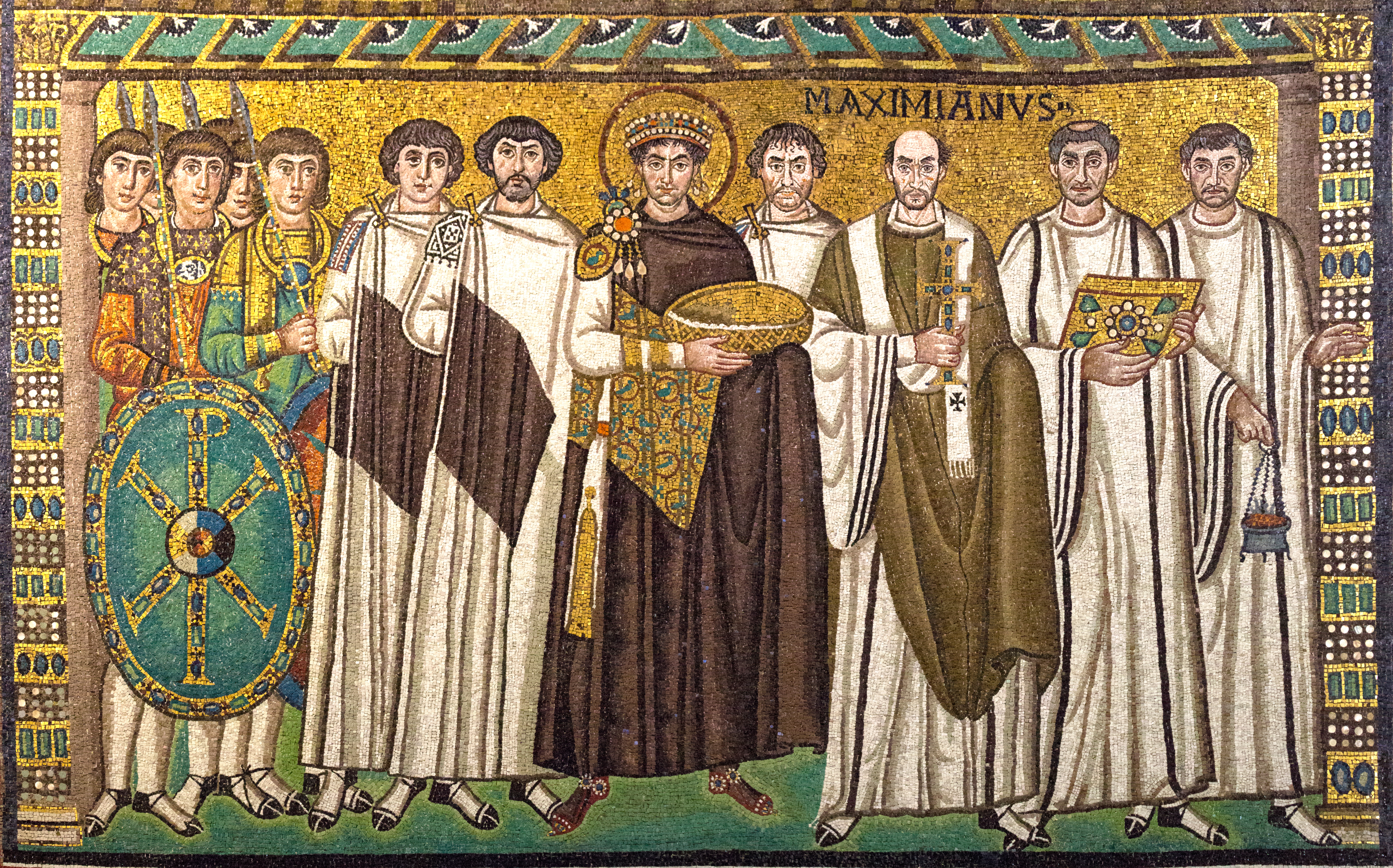
Maximià a la dreta de Justinià I, al mosaic de San Vitale de Ravenna
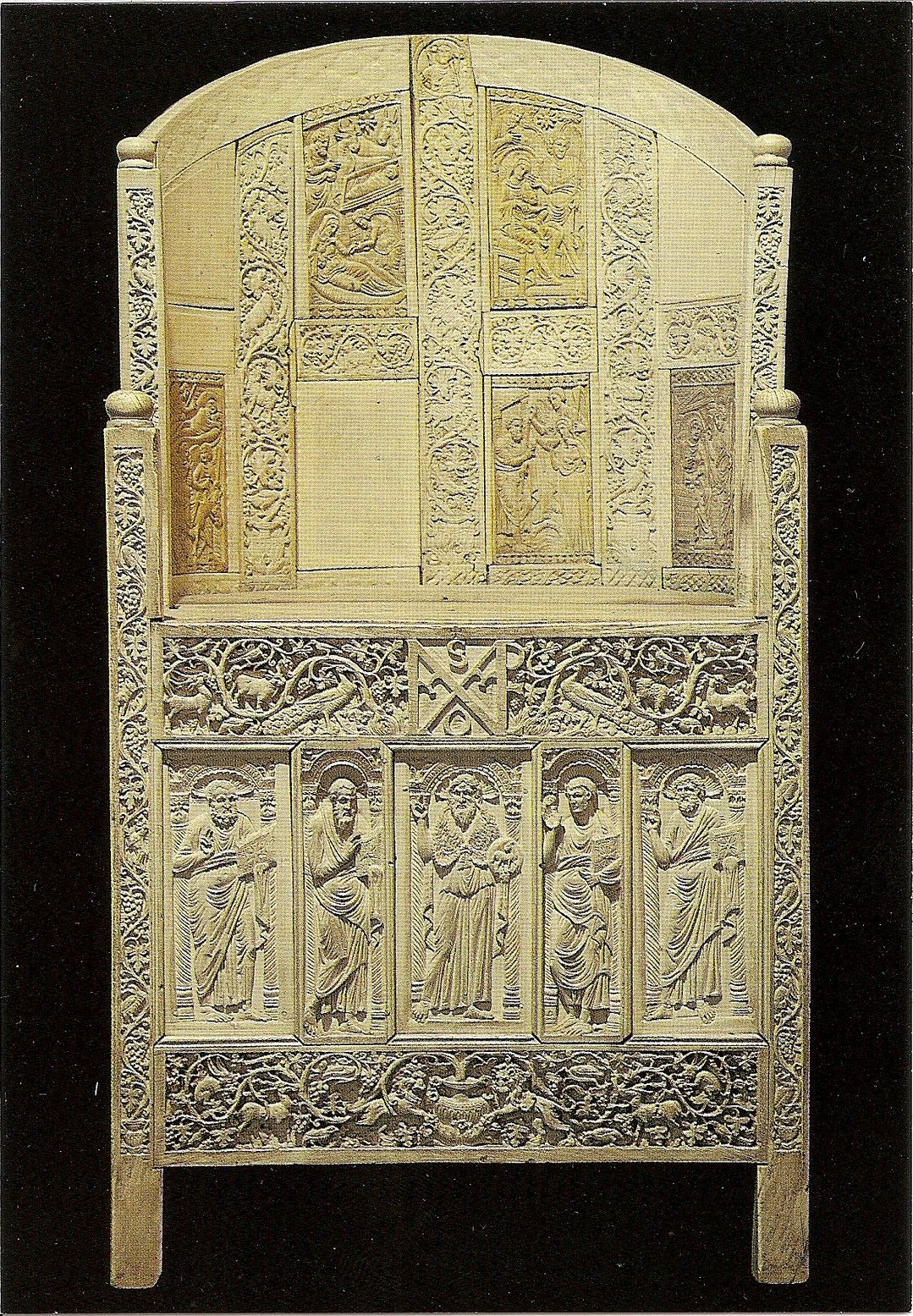
Càtedra episcopal de Maximià (Museo arcivescovile di Ravenna)
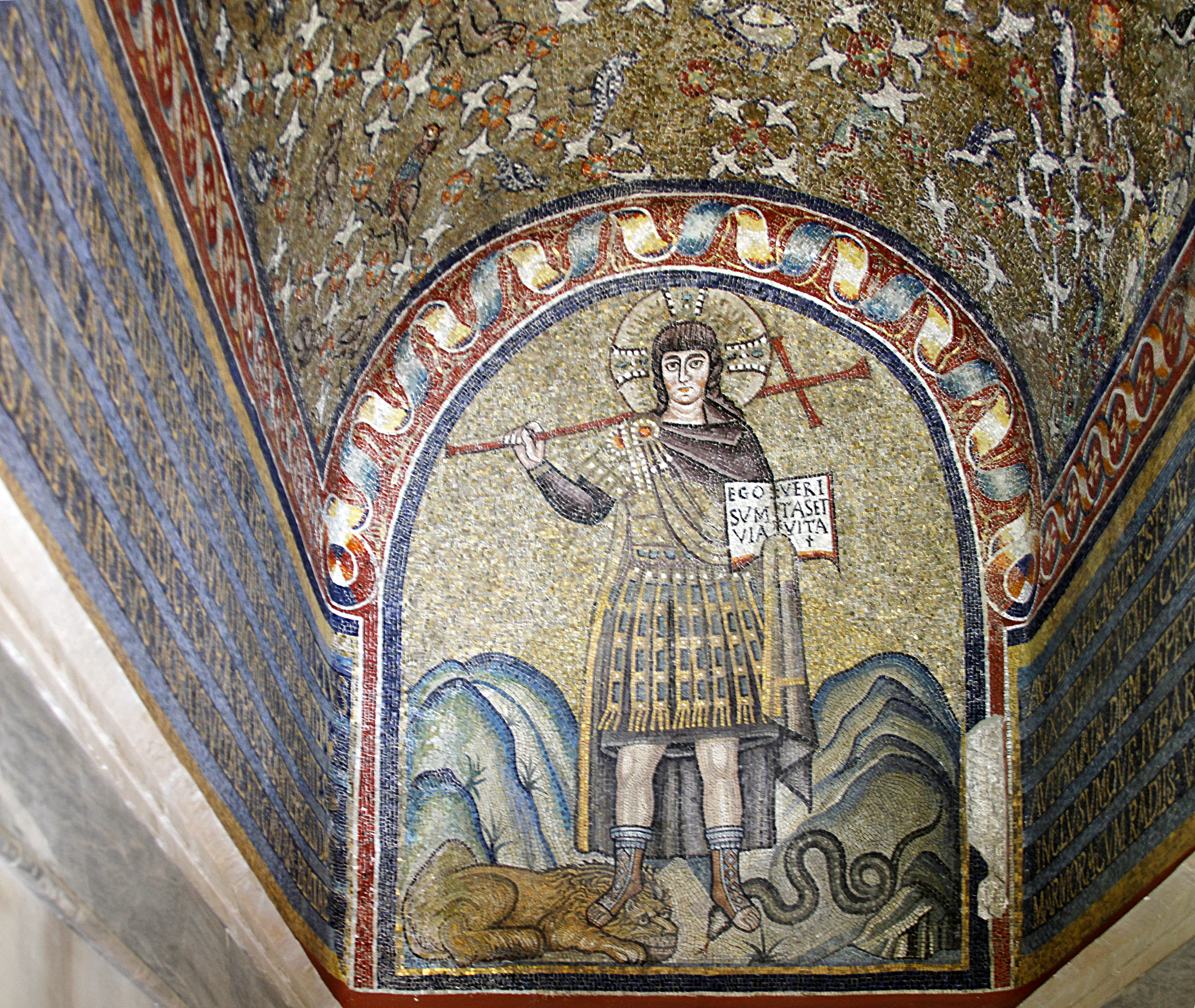
Capella Arquebisbal de Ravenna, lloc d'enterrament del bisbe